# وینوو
وینوو (به لاتین: Winów) یک روستا در لهستان است که در گمینا پروشکوو واقع شده‌است.